# Alexander von Linsingen
Alexander Adolf August Karl von Linsingen (Hildesheim, 10 febbraio 1850 – Hannover, 5 giugno 1935) è stato un generale tedesco.

## Biografia
Alexander von Linsingen entrò nell'esercito prussiano nel 1868 e raggiunse il grado di comandante del II Armee-Korps nel 1909. All'inizio della prima guerra mondiale Linsingen fu posto a commando del suo corpo nella battaglia della Marna, ma presto fu chiamato sul fronte orientale, dove le truppe di Impero Austro-ungarico e Impero Tedesco erano tenute in stallo dall'esercito russo, che aveva mosso una grande offensiva in Galizia.
Dopo aver preso il comando della Südarmee nel 1915, Linsingen debellò le truppe russe nella battaglia di Stryj e catturò 60.000 prigionieri, ottenendo il rinomato ordine Pour le Mérite. Nel 1916 fu messo a fronteggiare l'imponente Offensiva Brusilov. Dopo un'iniziale ritirata, Linsingen fermò l'avanzata russa nella battaglia di Kowel.
Promosso Colonnello generale, il più alto grado dell'esercito tedesco, nel 1917 pianificò una massiccia offensiva tedesca in Ucraina. Nominato governatore militare del Brandeburgo nel 1918, morì in tarda età nel 1935.